# Пуща-Жондова
Пуща-Жондова (пол. Puszcza Rządowa) — село в Польщі, у гміні Рипін Рипінського повіту Куявсько-Поморського воєводства.
Населення — 264 особи (2011).
У 1975—1998 роках село належало до Влоцлавського воєводства.

## Демографія
Демографічна структура станом на 31 березня 2011 року:
|          | Загалом | Допрацездатний вік | Працездатний вік | Постпрацездатний вік |
| -------- | ------- | ------------------ | ---------------- | -------------------- |
| Чоловіки | 147     | 45                 | 89               | 13                   |
| Жінки    | 117     | 29                 | 68               | 20                   |
| Разом    | 264     | 74                 | 157              | 33                   |